# 寺崎芳治
寺崎 芳治（てらさき よしはる、1953年4月 - ）は、日本の元陸上自衛官。1佐までの職種は普通科。最終階級は陸将。山形県出身。防衛大学校第20期生、同期には後に東北方面総監から初となる陸上幕僚長である君塚栄治などがいる。 

## 略歴
- 昭和51(1976)年3月：陸上自衛隊入隊（第1空挺団配属）
- 昭和52年：空挺レンジャー課程卒業
- 昭和62年：3等陸佐
- 平成2(1990)年7月：2等陸佐昇任
- 平成7(1995)年1月：1等陸佐
- 平成9(1997)年3月：陸上幕僚監部会計課予算班長
- 平成11(1999)年3月：第26普通科連隊長 兼 留萌駐屯地司令
- 平成13(2001)年3月：陸上幕僚監部総務課庶務室長
- 平成15(2003)年3月27日：陸将補、第1空挺団長 兼 習志野駐屯地司令
- 平成17(2005)年1月11日：東北方面総監部幕僚副長
- 平成17(2005)年7月：陸上幕僚監部監理部長
- 平成19(2007)年3月28日：第5旅団長
- 平成20(2008)年12月1日：陸将に昇任、陸上自衛隊関東補給処長 兼 霞ヶ浦駐屯地司令
- 平成22(2010)年3月29日：第8師団長
- 平成23(2011)年4月27日：勧奨退職